# Нарушево
Нарушево (пол. Naruszewo) — село в Польщі, у гміні Нарушево Плонського повіту Мазовецького воєводства.
Населення — 410 осіб (2011).
У 1975-1998 роках село належало до Цехановського воєводства.

## Демографія
Демографічна структура станом на 31 березня 2011 року:
|          | Загалом | Допрацездатний вік | Працездатний вік | Постпрацездатний вік |
| -------- | ------- | ------------------ | ---------------- | -------------------- |
| Чоловіки | 194     | 34                 | 146              | 14                   |
| Жінки    | 216     | 44                 | 119              | 53                   |
| Разом    | 410     | 78                 | 265              | 67                   |